# Sorbolo
Sorbolo en ort och frazione i kommunen Sorbolo Mezzani  i provinsen Parma i regionen Emilia-Romagna i Italien.
Sorbolo upphörde som kommun den 1 januari 2019 och bildade med den tidigare kommunen Mezzani den nya kommunen Sorbolo Mezzani. Den tidigare kommunen hade 9 580 invånare (2018)